# Felix Hacker
Felix Hacker (* 28. August 1999 in Bad St. Leonhard im Lavanttal, Kärnten) ist ein österreichischer Skirennläufer. Er gehört aktuell dem B-Kader des Österreichischen Skiverbandes an und startet in den schnellen Disziplinen Abfahrt und Super-G. Sein älterer Bruder Pirmin war ebenfalls als Skirennläufer aktiv.

## Biografie
Felix Hacker stammt aus Bad St. Leonhard im Lavanttal und startet für den ASKÖ St. Veit/Klippitztörl. Er lebt in Linz.
Im Alter von 16 Jahren bestritt Hacker auf dem Pass Thurn seine ersten beiden FIS-Rennen. Im Dezember 2018 gab er im Slalom von Obereggen sein Debüt im Europacup. Im Rahmen der Juniorenweltmeisterschaften im Fassatal belegte er die Ränge 32 und 34 in Abfahrt und Super-G. Ein Jahr später verbesserte er sich in Narvik auf Abfahrtsrang elf, im Super-G schied er aus. Danach begann er, sich im Europacup regelmäßig in den Punkterängen zu klassieren. Nach der Saison 2021/22 musste er sich erstmals einer Hüftoperation unterziehen, weil eine angeborene Fehlstellung und Abnützung ihm Schmerzen bereitet hatten. Im folgenden Winter gelangen ihm seine ersten Europacup-Podestplätze. Sowohl die Gesamt- als auch beide Disziplinenwertungen schloss er unter den besten zehn ab. Im Jänner 2024 konnte er im Super-G von Saalbach seinen ersten Sieg feiern und sich am Saisonschluss in den Wertungen jeweils unter den besten zehn etablieren. Nach der Saison wurde eine neuerliche Hüftoperation fällig, nachdem sich in Folge eines gerissenen Labrums ein Impingement gebildet hatte. Zu Beginn des folgenden Winters gewann er in Santa Caterina seine ersten beiden Abfahrten.
Am 29. Dezember 2023 gab Hacker im Super-G auf der Pista Stelvio sein Weltcup-Debüt. Drei Wochen später startete er auch in der Hahnenkammabfahrt auf in Kitzbühel.
Am 21. Dezember 2024 gewann Hacker mit Rang 29 bei der Abfahrt von Gröden seine ersten Weltcuppunkte. Eine Woche später fuhr er in Bormio in beiden Rennen in die Punkteränge, im Super-G belegte er mit Platz 14 sein bis dato bestes Ergebnis.
Während des Trainings zur Abfahrt auf der Streif zog sich Hacker einen Kreuzbandriss zu, wodurch für die restliche Saison ausfiel.  Hacker konnte trotzdem die Abfahrtswertung im Europacup auf dem 3. Platz beenden, wodurch er einen Fixstartplatz für die Weltcupsaison 2025/26 außerhalb des Nationenkontingents erhält. Hacker profitierte dabei von der Absage der letzten Abfahrt in Kvitfjell, sein Vorsprung auf den Viertplatzierten Schweizer Gael Zulauf betrug lediglich einen Punkt.

## Erfolge

### Weltcup
- 1 Platzierung unter den besten 15

### Europacup
- Saison 2022/23: 10. Gesamtwertung, 7. Super-G-Wertung, 10. Abfahrtswertung
- Saison 2023/24: 7. Gesamtwertung, 6. Super-G-Wertung, 10. Abfahrtswertung
- Saison 2024/25: 3. Abfahrtswertung
- 10 Podestplätze, davon 5 Siege:

| Datum             | Ort            | Land       | Disziplin |
| ----------------- | -------------- | ---------- | --------- |
| 11. Jänner 2024   | Saalbach       | Österreich | Super-G   |
| 11. Dezember 2024 | Santa Caterina | Italien    | Abfahrt   |
| 12. Dezember 2024 | Santa Caterina | Italien    | Abfahrt   |
| 17. Januar 2025   | Pass Thurn     | Österreich | Abfahrt   |
| 20. Januar 2025   | Reiteralm      | Österreich | Super-G   |

### Juniorenweltmeisterschaften
- Fassatal 2019: 32. Abfahrt, 34. Super-G
- Narvik 2020: 11. Abfahrt

### Weitere Erfolge
- 10 Siege in FIS-Rennen